# حسين باليتش
حسين باليتش (بالألمانية: Husein Balić) مواليد 15 يوليو 1996، هو لاعب كرة قدم بوسني يلعب مع نادي لاسك لينتس في مركز الوسط.

## روابط خارجية
- حسين باليتش على موقع الاتحاد الأوربي (الإنجليزية)
- حسين باليتش على موقع إي إس بي إن إف سي (الإنجليزية)
- حسين باليتش على موقع قاعدة بيانات كرة القدم.إي يو (الإنجليزية)
- حسين باليتش على موقع ناشيونال فوتبول تيمز (الإنجليزية)
- حسين باليتش على موقع Soccerbase.com (لاعب) (الإنجليزية)
- حسين باليتش على موقع Soccerway.com (الإنجليزية)
- حسين باليتش على موقع عالم كرة القدم.نت (الإنجليزية)
- حسين باليتش على موقع AS.com (الإسبانية)